# Maple Cross
Maple Cross – wieś w Anglii, w hrabstwie Hertfordshire, w dystrykcie Three Rivers. Leży 36 km na południowy zachód od miasta Hertford i 30 km na północny zachód od centrum Londynu. Miejscowość liczy 2000 mieszkańców.